# Dasytrogus jubatus
Dasytrogus jubatus är en skalbaggsart som beskrevs av Edmund Reitter 1890. Dasytrogus jubatus ingår i släktet Dasytrogus och familjen Melolonthidae. Inga underarter finns listade i Catalogue of Life.